# 中央公論
『中央公論』（ちゅうおうこうろん）は、1887年に日本で創刊され、現在も発行されている月刊総合雑誌である。1999年までは中央公論社（旧社）、以降は中央公論新社が発行する。

## 歴史

### 反省会雑誌/反省雑誌
前身は、普通教校（西本願寺系、龍谷大学の前身）で高楠順次郎らの学生有志が禁酒と仏教徒の綱紀粛正を目的として1886年に組織した「反省会」の会員証を兼ねた機関誌『反省会雑誌』。禁酒を主張したり、青年の生き方を探る雑誌だった。1887年8月に第1号（首巻号）を発刊、同年12月10日から定期刊行を開始。1892年に東京に進出し、『反省雑誌』と改題（「会」の字がない）、口絵を尾形月耕、月岡耕漁らが描いていた。
1890年には、反省会の創立から数えた（本誌の創刊からではない）「第5年第○号」という号数表記がなされるようになった。
なお、本誌の通巻番号は『反省会雑誌』の第2号から計算されている。『反省会雑誌』の第1号は雑誌自体に「第1号」と明記されているにもかかわらず、「首巻号」として通巻に算入していない。

### 中央公論（戦前）
1899年（明治32年）1月に『中央公論』と改題した。次第に宗教色はなくなり、小説や評論などを掲載するようになった。明治末に入社した滝田樗陰は、芥川龍之介や菊池寛をいち早く起用した。
1912年（大正元年）11月号では平塚らいてうが「自分は新しい女である」と主張する意見を掲載。新しい女に関する議論が起きる契機となった。このため、翌年には文部省が「反良妻賢母主義的婦人論」であるとして取り締まりを行っている。このほか、大正期には吉野作造の政治評論をはじめ、自由主義的な論文を多く掲載し、大正デモクラシー時代の言論をリードした。また、小説欄は新人作家の登竜門であった。
マルクス主義が流行し、1919年（大正8年）、より急進的な『改造』が発刊されると、中道的な路線となる。このころには、中央公論に作品が掲載されることは、人気作家の仲間入りと見なされるまでになった。
1938年（昭和13年）、3月号に石川達三の『生きてゐる兵隊』を掲載したところ、発売日直前に新聞紙法第23法に基づき発売禁止処分を受ける。後日、発行人の牧野武夫、編集人の雨宮庸蔵が起訴され、執行猶予付きの有罪判決を受けた。
第二次世界大戦中、横浜事件が起こる中で、1944年、軍部の勧告により『改造』と共に廃刊される。
2月には編集方針が『改造』とともに左翼的であったとの理由で中央公論社からは小森田一記編集長ほか7人が検挙された。
この検挙については「最近の思想傾向」の情報の一つとして内務大臣が昭和天皇に奏上するに至った。
検挙された小森田は神奈川警察署の16畳の監房に26人が押し込められる劣悪な環境で1年7か月間勾置される間に起訴された。逮捕者は戦後の1945年9月15日、左翼的意図のもとに雑誌を編集したという理由で禁錮2年、執行猶予3年の刑を言い渡された。公判の後、判事は「近々恩赦もある、この辺で我慢してくれ」と申し入れたという。

### 戦後

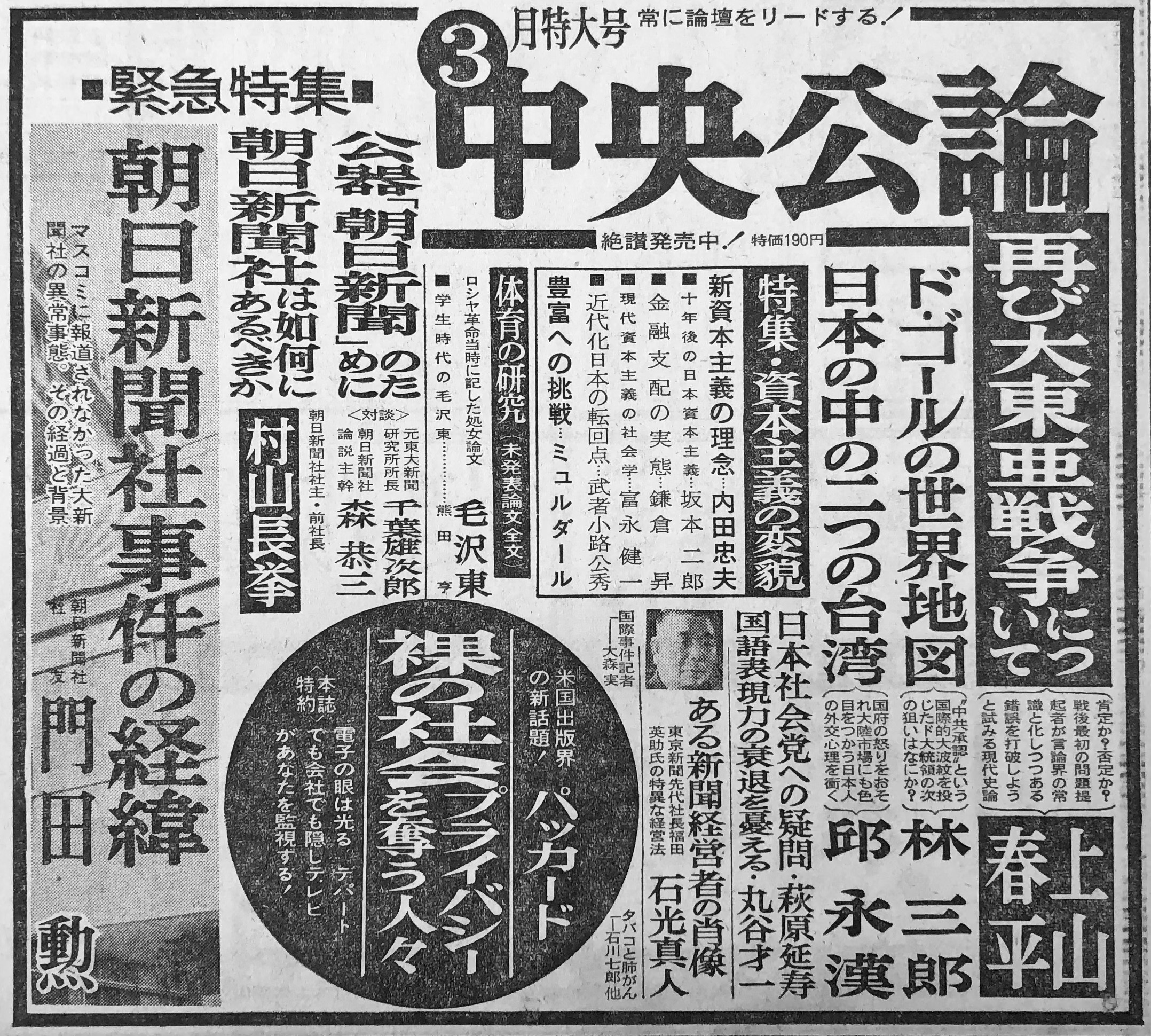
『中央公論』1964年3月号の新聞広告

終戦後の1946年に復刊した。現在に至るまで様々な評論、小説が掲載される総合雑誌として継続している。
1960年同誌に掲載された深沢七郎の「風流夢譚」のため、右翼によって社長宅が襲われ嶋中夫人が負傷、家政婦が死亡する事件が起こり（風流夢譚事件）、続けて同社が『思想の科学』の天皇制特集号の刊行をとりやめるなどして、天皇制への批判は同誌ではタブーとなった。
1970年12月号で創刊100号を、1985年1月号で「第100年第1号」をそれぞれ迎えた。
1999年、発行元の株式会社中央公論社が経営危機に陥り、旧中央公論社の出版・営業など一切の事業を読売新聞社（現・読売新聞東京本社、読売新聞グループ本社）の全額出資で設立された新会社「中央公論新社」に譲り受ける（旧中央公論社は特別清算され、解散時の商号は『株式会社平成出版』と称していた）。これに伴い、読売新聞の販売店でも『中央公論』を取り扱うようになった。
読売新聞グループの傘下に入り、当時の読売新聞社が発行する男性向け月刊総合誌である『This is 読売』（1990年創刊）があるものの、『中央公論』と同じ論壇誌がグループ内で競合することになったことから、『This is 読売』は1999年3月に廃刊され、『中央公論』が存続誌となったが、上記の経緯上それまでの『中央公論』における中道的論調は排され、『読売ウィークリー』などにおける読売新聞社系雑誌の論調であった右派・保守的な色彩を帯びるようになった。実態としては『This is 読売』が老舗雑誌の『中央公論』に吸収統合される形となった。

## 嶋中事件（風流夢譚事件）
1960年（昭和35年）に『中央公論』に深沢七郎「風流夢譚」が掲載されたことに端を発する嶋中事件は、岸信介首相襲撃事件、浅沼稲次郎暗殺事件など、安保闘争に対抗するかのような一連の右翼テロの一つであった。

## 読者数
『中央公論』の1954年以後の最大実売数は14万部弱（1965年11月号の80周年記念号と1970年12月号）である。実売数は、1960年-1963年頃までは10万部弱、1963年9月頃から10万部を超え、1965年末には14万部に達した。驚異的な売り上げと言われた『世界』の「講和問題特集号」が公称15万部であり、当時の『中央公論』はそれに近い部数を毎月得ていた。
愛読月刊誌ランキング
| 実施年 | 世界       | 中央公論 | 改造     | 文藝春秋 |
| ------ | ---------- | -------- | -------- | -------- |
| 1947   | 調査無し   | 調査無し | 調査無し | 調査無し |
| 1948   | 24位       | 14位     | 15位     | 8位      |
| 1949   | ランク圏外 | 12位     | 13位     | 8位      |
| 1950   | 26位       | 10位     | 12位     | 3位      |
| 1951   | 23位       | 11位     | 13位     | 1位      |
| 1952   | 21位       | 9位      | 13位     | 2位      |
| 1953   | 16位       | 11位     | 17位     | 2位      |
| 1954   | 15位       | 11位     | 19位     | 2位      |
| 1955   | 15位       | 12位     | 廃刊     | 2位      |
| 1956   | 18位       | 12位     | 廃刊     | 2位      |
| 1957   | 18位       | 11位     | 廃刊     | 2位      |
| 1958   | ランク圏外 | 12位     | 廃刊     | 3位      |
| 1959   | 19位       | 10位     | 廃刊     | 3位      |
| 1960   | 19位       | 9位      | 廃刊     | 2位      |
| 1961   | 19位       | 15位     | 廃刊     | 2位      |
| 1962   | 19位       | 11位     | 廃刊     | 2位      |
| 1963   | 29位       | 12位     | 廃刊     | 2位      |
| 1964   | 20位       | 10位     | 廃刊     | 2位      |
| 1965   | 23位       | 12位     | 廃刊     | 1位      |
| 1966   | 19位       | 9位      | 廃刊     | 1位      |
| 1967   | 17位       | 10位     | 廃刊     | 1位      |
| 1968   | 21位       | 10位     | 廃刊     | 1位      |
| 1969   | 調査無し   | 調査無し | 廃刊     | 調査無し |
| 1970   | 25位       | 25位     | 廃刊     | 1位      |
| 1971   | 23位       | 13位     | 廃刊     | 1位      |
| 1972   | 27位       | 12位     | 廃刊     | 2位      |
| 1973   | 29位       | 14位     | 廃刊     | 1位      |
| 1974   | ランク圏外 | 17位     | 廃刊     | 1位      |
| 1975   | 調査無し   | 調査無し | 廃刊     | 調査無し |
| 1976   | 調査無し   | 調査無し | 廃刊     | 調査無し |
| 1977   | 調査無し   | 調査無し | 廃刊     | 調査無し |
| 1978   | 調査無し   | 調査無し | 廃刊     | 調査無し |
| 1979   | 調査無し   | 調査無し | 廃刊     | 調査無し |
| 1980   | 調査無し   | 調査無し | 廃刊     | 調査無し |
| 1981   | 調査無し   | 調査無し | 廃刊     | 調査無し |
| 1982   | 調査無し   | 調査無し | 廃刊     | 調査無し |
| 1983   | 調査無し   | 調査無し | 廃刊     | 調査無し |
| 1984   | 調査無し   | 調査無し | 廃刊     | 調査無し |
| 1985   | 調査無し   | 調査無し | 廃刊     | 調査無し |
| 1985   | 調査無し   | 調査無し | 廃刊     | 調査無し |

| 実施年 | 世界       | 中央公論   | 改造 | 文藝春秋 |
| ------ | ---------- | ---------- | ---- | -------- |
| 1947   | 2位        | 3位        | 5位  | 6位      |
| 1948   | 13位       | 15位       | 12位 | 7位      |
| 1949   | 22         | 12位       | 13位 | 8位      |
| 1950   | 26位       | 10位       | 13位 | 3位      |
| 1951   | 22位       | 12位       | 14位 | 2位      |
| 1952   | ランク圏外 | 9位        | 14位 | 1位      |
| 1953   | 18位       | 12位       | 19位 | 3位      |
| 1954   | 16位       | 12位       | 18位 | 3位      |
| 1955   | 18位       | 13位       | 廃刊 | 3位      |
| 1956   | 20位       | 12位       | 廃刊 | 3位      |
| 1957   | 19位       | 12位       | 廃刊 | 3位      |
| 1958   | ランク圏外 | 12位       | 廃刊 | 4位      |
| 1959   | 20位       | 10位       | 廃刊 | 4位      |
| 1960   | 20位       | 10位       | 廃刊 | 2位      |
| 1961   | 19位       | 11位       | 廃刊 | 2位      |
| 1962   | 22位       | 12位       | 廃刊 | 2位      |
| 1963   | 33位       | 13位       | 廃刊 | 2位      |
| 1964   | 22位       | 12位       | 廃刊 | 1位      |
| 1965   | 23位       | 12位       | 廃刊 | 1位      |
| 1966   | 22位       | 10位       | 廃刊 | 1位      |
| 1967   | 18位       | 10位       | 廃刊 | 1位      |
| 1968   | 24位       | 9位        | 廃刊 | 1位      |
| 1969   | 22位       | 9位        | 廃刊 | 1位      |
| 1970   | 27位       | 17位       | 廃刊 | 1位      |
| 1971   | 27位       | 12位       | 廃刊 | 1位      |
| 1972   | 27位       | 15位       | 廃刊 | 2位      |
| 1973   | 31位       | 11位       | 廃刊 | 1位      |
| 1974   | ランク圏外 | 18位       | 廃刊 | 1位      |
| 1975   | 37位       | 17位       | 廃刊 | 1位      |
| 1976   | 50位       | 27位       | 廃刊 | 1位      |
| 1977   | 47位       | 16位       | 廃刊 | 1位      |
| 1978   | ランク圏外 | 27位       | 廃刊 | 1位      |
| 1979   | 調査無し   | 調査無し   | 廃刊 | 調査無し |
| 1980   | 調査無し   | 調査無し   | 廃刊 | 調査無し |
| 1981   | ランク圏外 | 21位       | 廃刊 | 1位      |
| 1982   | ランク圏外 | 35位       | 廃刊 | 1位      |
| 1983   | ランク圏外 | ランク圏外 | 廃刊 | 1位      |
| 1984   | ランク圏外 | 39位       | 廃刊 | 1位      |
| 1985   | ランク圏外 | ランク圏外 | 廃刊 | 1位      |
| 1985   | ランク圏外 | ランク圏外 | 廃刊 | 1位      |

## 評価・批判

### 『朝日新聞』論壇時評
三島由紀夫は、『中央公論』1968年7月号で70枚の論文「文化防衛論」を発表したが、小汀利得との対談で以下のように述べている。
辻村明による『朝日新聞』論壇時評（1951年10月〜1980年12月）の量的分析は以下のようになる。
雑誌別言及頻度
1. 『世界』1390
2. 『中央公論』1072
3. 『朝日ジャーナル』（注：1959年3月15日号創刊）556
4. 『文藝春秋』467

否定的に取り上げられた割合
1. 『改造』19%
2. 『自由』15%
3. 『文藝春秋』13%
4. 『中央公論』10%
5. 『世界』5%

『朝日新聞』論壇時評において『中央公論』は多く取り上げられているが、否定的に取り上げられるケースが多く、辻村明は以下のように評している。
1981年1月（高畠通敏）〜2009年2月（松原隆一郎）まで論壇時評者14人の言及した上位15誌は以下となる。
| 順位 | 雑誌名         | 総数 | 肯定的言及 | 否定的言及 |
| ---- | -------------- | ---- | ---------- | ---------- |
| 1    | 世界           | 460  | 93.7%      | 6.3%       |
| 2    | 中央公論       | 355  | 85.6%      | 14.4%      |
| 3    | エコノミスト   | 222  | 95.5%      | 4.5%       |
| 4    | 文藝春秋       | 143  | 90.2%      | 9.8%       |
| 5    | 朝日ジャーナル | 91   | 98.9%      | 1.1%       |
| 6    | Voice          | 80   | 86.3%      | 13.8%      |
| 6    | 諸君!          | 80   | 82.5%      | 17.5%      |
| 8    | 論座           | 73   | 89.0%      | 11.0%      |
| 9    | 現代思想       | 51   | 94.1%      | 5.9%       |
| 9    | 週刊東洋経済   | 51   | 92.2%      | 7.8%       |
| 11   | 月刊現代       | 46   | 93.5%      | 6.5%       |
| 12   | 月刊Asahi      | 39   | 94.9%      | 5.1%       |
| 13   | アスティオン   | 34   | 97.1%      | 2.9%       |
| 13   | 潮             | 34   | 85.3%      | 14.7%      |
| 15   | 正論           | 33   | 84.8%      | 15.2%      |

相変わらず、『世界』と『中央公論』が多く取り上げられており、論壇時評者14人のうち9人が最も多く言及したのは『世界』であり、残りの論壇時評者の多くは『中央公論』を最も多く言及したが、その場合は『世界』の言及頻度は2位となる。

## 歴代編集長
| 氏名       | 就任年 | 退任年 |      |
| ---------- | ------ | ------ | ---- |
| 武田福松   | 1899年 | 1903年 |      |
| 麻田駒之助 | 1904年 | 1904年 |      |
| 高山覚威   | 1905年 | 1905年 |      |
| 麻田駒之助 | 1906年 | 1912年 |      |
| 滝田樗陰   | 1912年 | 1925年 |      |
| 高野敬録   | 1925年 | 1926年 |      |
| 嶋中雄作   | 1927年 | 1928年 | 主幹 |
| 木佐木勝   | 1927年 | 1929年 |      |
| 雨宮庸蔵   | 1929年 | 1932年 |      |
| 荒川竹志   | 1932年 | 1932年 |      |
| 佐藤観次郎 | 1933年 | 1936年 |      |
| 雨宮庸蔵   | 1937年 | 1938年 |      |
| 小森田一記 | 1938年 | 1940年 |      |
| 松下英麿   | 1940年 | 1941年 |      |
| 畑中繁雄   | 1941年 | 1943年 |      |
| 松下英麿   | 1943年 | 1944年 |      |
| 蠟山政道   | 1945年 | 1946年 |      |
| 畑中繁雄   | 1946年 | 1947年 |      |
| 山本英吉   | 1947年 | 1949年 |      |
| 篠原敏之   | 1949年 | 1953年 |      |
| 藤田圭雄   | 1953年 | 1954年 |      |
| 嶋中鵬二   | 1954年 | 1957年 |      |
| 竹森清     | 1957年 | 1960年 |      |
| 嶋中鵬二   | 1961年 | 1961年 |      |
| 笹原金次郎 | 1961年 | 1965年 |      |
| 宮脇俊三   | 1965年 | 1967年 |      |
| 粕谷一希   | 1967年 | 1970年 |      |
| 島村力     | 1970年 | 1972年 |      |
| 笹原金次郎 | 1972年 | 1973年 |      |
| 粕谷一希   | 1973年 | 1976年 |      |
| 青柳正美   | 1976年 | 1983年 |      |
| 望月重威   | 1983年 | 1985年 |      |
| 近藤大博   | 1985年 | 1988年 |      |
| 平林孝     | 1988年 | 1990年 |      |
| 青柳正美   | 1990年 | 1991年 |      |
| 宮一穂     | 1991年 | 1997年 |      |
| 平林敏男   | 1997年 | 1997年 |      |
| 湯川有紀子 | 1997年 | 1999年 |      |
| 宮一穂     | 1999年 | 2001年 |      |
| 河野通和   | 2001年 | 2004年 |      |
| 間宮淳     | 2004年 | 2011年 |      |
| 木佐貫治彦 | 2011年 | 2014年 |      |
| 安部順一   | 2014年 | 2016年 |      |
| 齋藤孝光   | 2016年 | 2018年 |      |